# Kostel Narození Panny Marie (Libochovany)
Římskokatolický farní kostel Narození Panny Marie v Libochovanech je pseudogotická jednolodní sakrální stavba na malém náměstíčku obce Libochovany na pravém břehu řeky Labe mezi Litoměřicemi a Ústím nad Labem. Od 24. března 2005 je kostel chráněn jako kulturní památka České republiky.

## Historie

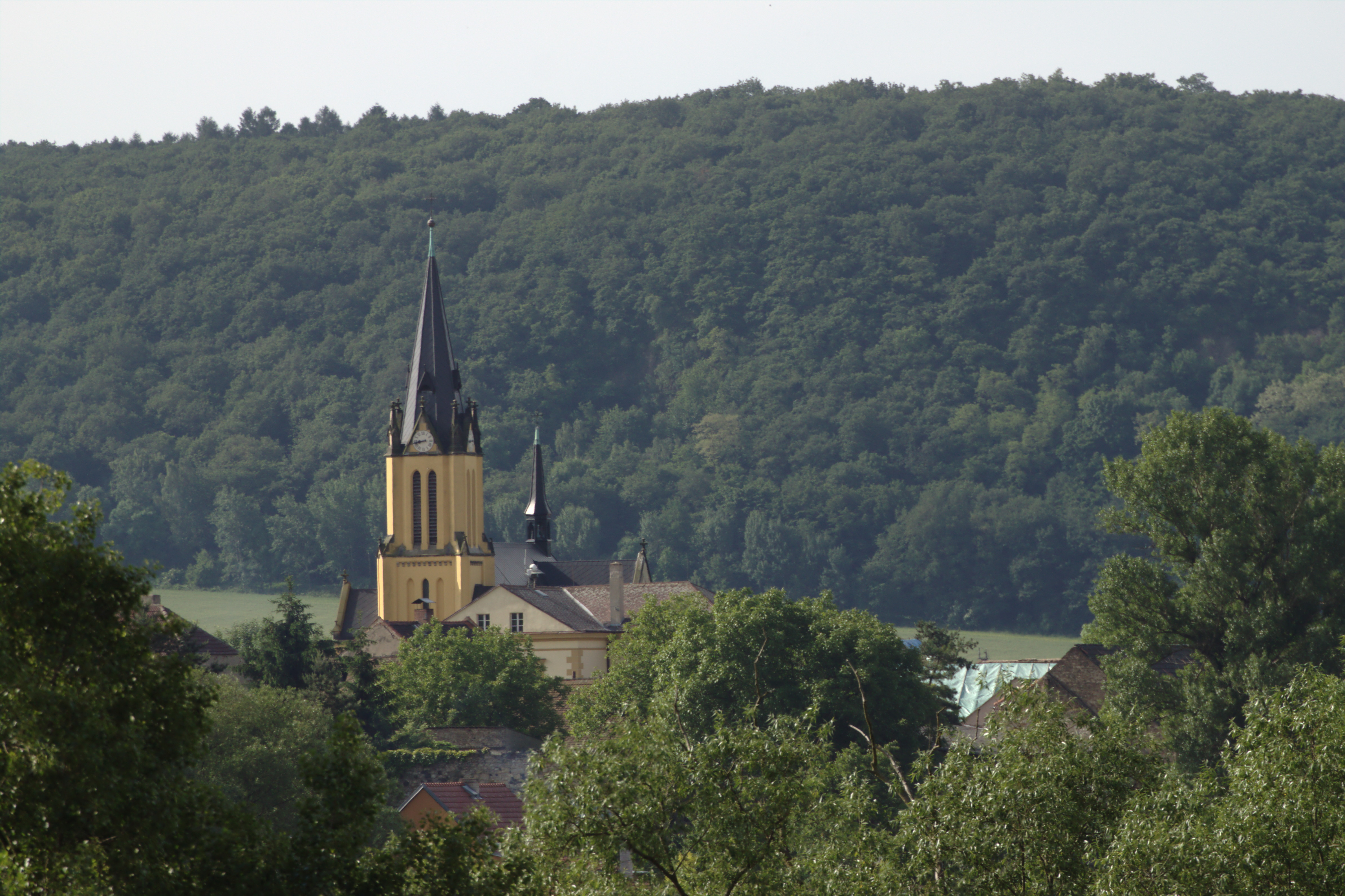
Věž kostela Narození Panny Marie v Libochovanech

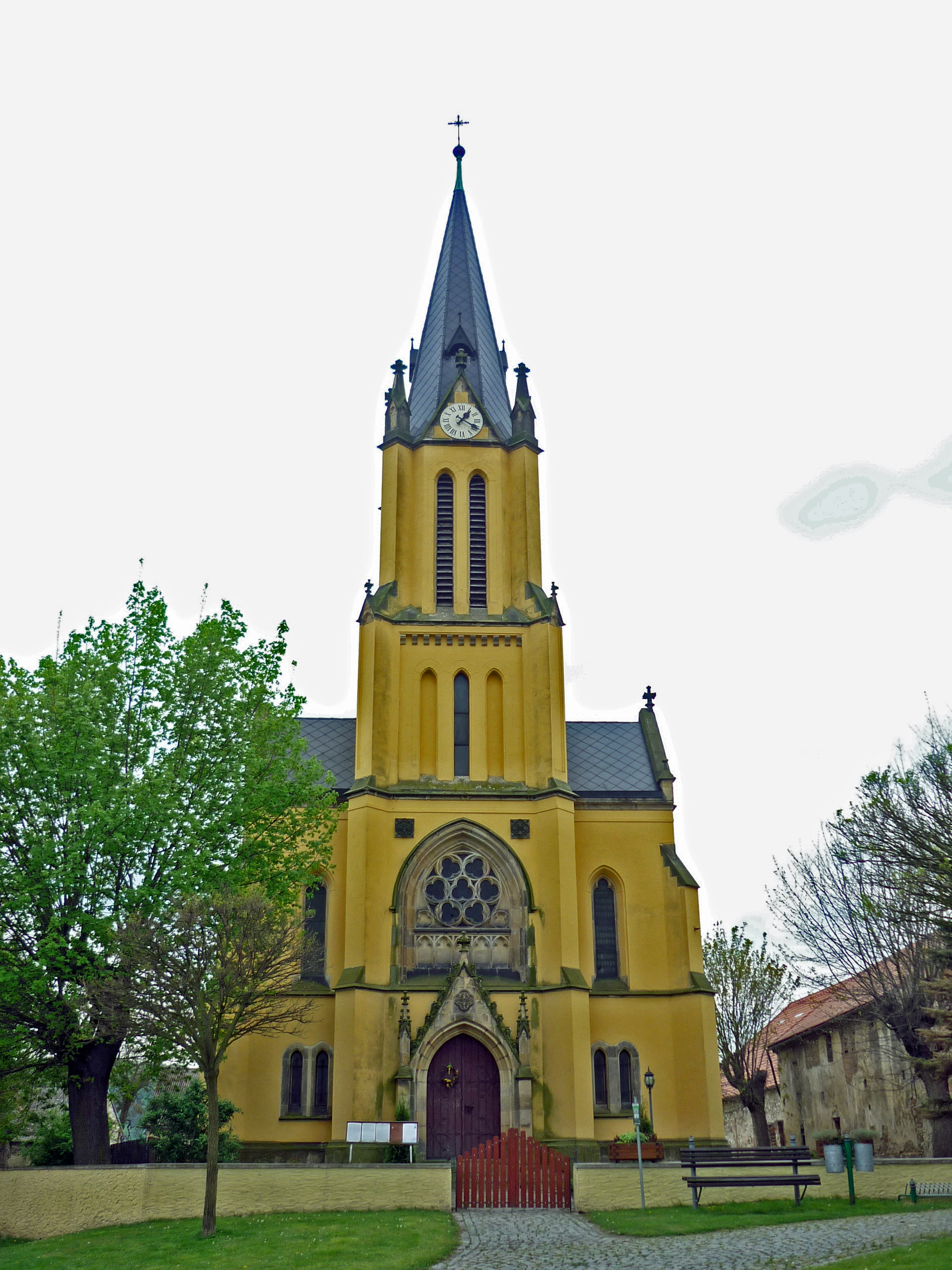
Průčelí libochovanského kostela Narození Panny Marie

Kostel Narození Panny Marie stojí na místě původního malého dřevěného kostela ze 14. století. Ten je zmiňován společně s farou v roce 1460, kdy tehdejší majitel obce Mathes von Fiala nechal na dolním konci vsi postavit kapličku Panny Marie s malým zvonečkem.
Současná podoba kostela je z roku 1895, kdy byl objekt v pseudogotickém slohu vystavěn a 9. června téhož roku vysvěcen. Díky rozsáhlé finanční sbírce a hlavně za vydatné pomoci obyvatel se podařilo stavbu začít a dokončit během dvou let. Patronem kostela byl kníže Adolf Josef Schwarzenberg a hraběnka Marie Antonie Silva-Tarouca. Kostelní zvony byly v první i druhé světové válce rekvírovány ve prospěch armády.
V roce 2009 byla provedena oprava věže kostela a v říjnu téhož roku byly uloženy písemnosti do kopule na střeše kostela. V roce 2010 došlo k opravě střešního pláště kostela a rekonstrukci věžních hodin.

## Architektura
Kostel je vzhledem k době svého vzniku a okolní zástavbě orientován k jihu, věž tedy stojí v severním průčelí. Jedná se o podélný jednolodní kostel s průčelní hranolovitou věží, dvěma transepty, polygonálním presbytářem a přízemní sakristií. Po obou stranách věže je mírně rozšířen o schodiště na kůr kostela a boční kapli. Architektonicky se zachoval v původním stavu z roku 1895 a také mnoho detailů interiéru zůstalo zachováno.

## Interiér

### Oltář
Oltářní obraz a oba obrazy na bočních oltářích jsou signovány: J. Heřman 1894. V některých zdrojích se však objevuje údaj, že autorem oltářního obrazu je litoměřický rodák a zakladatel muzea profesor Franz Krause.

### Varhany
Varhany jsou velmi cenný nástroj, časný opus (č. 4) později významného a ceněného chebského varhanáře Martina Zause (20. května 1861 – 19. ledna 1905) z počátečního období jeho firmy, která byla založena v roce 1892. Letopočet na firemním štítku hracího stolu (nad klávesnicí) není letopočtem stavby varhan, ale letopočtem založení firmy, což potvrzuje fakt, že kostel byl dokončen v roce 1895. Varhany prošly poslední opravou v roce 2014.

### Křtitelnice
V letech 2013-2014 byla restaurována původní křtitelnice pocházející z období výstavby kostela. Tato kamenná kruhová křtitelnice je zhotovena z jemnozrnného pískovce, z jednoho kusu kamene. Horní část je zdobena akanty, noha křtitelnice kanelurami a patka geometrickým rostlinným motivem. Povrch kamenné modelace je polychromovaný s imitací dvou druhů mramorů. V horním okraji nádoby je vysekán lem, ve kterém je zapuštěna půlkulatá kovová vnitřní nádoba.

### Lavice
Dřevěné kostelní lavice jsou po obou bocích lodi a mezi nimi je ulička. Tak jako většina ostatního vybavení jsou v pseudogotickém stylu. První lavice jak na pravé, tak i na levé straně mají uzavíratelný přístup z uličky malými vrátky a jsou vypolstrované. Jedná se o patronátní lavice vyhrazené majitelům panství.

### Osvětlení
V roce 2014 byl kostel doplněn vedle původního svíčkového lustru také novými elektrickými lustry. V roce 2016 byl do interiéru umístěn zádušní svícen pro několik desítek malých svíček.

## Okolí kostela
U kostela stojí na čp. 78 pozdně empírová fara z poloviny 19. století. Jedná se o patrovou budovu se spárovanými lizénami, římsami na konzolách a štukovými výplněmi. Do dvora před farou vedou po stranách hlavní brány ještě dvě menší souměrné branky s tympanony na pilířích. Na náměstí před kostelem stojí na válcovém sloupku z 1. poloviny 19. století (nápis na soklu 1806) socha Panny Marie, která byla obnovena v roce 1932. Při silnici k Řepnici je na kamenném podstavci litinový křížek s letopočtem 1869.